# 大野俊明
大野 俊明（おおの としあき、1948年－）は、日本画家。成安造形大学名誉教授（美術領域）。京都日本画家協会会員。滋賀県旧安土町名誉町民。
1948年、京都市に生まれる。1972年より京都二条城二之丸御殿障壁画模写事業に従事。1973年、京都市立芸術大学美術専攻科日本画専攻修了。1987年、山種美術館賞展優秀賞受賞、1993年京都市芸術新人賞受賞。

## 研究業績
- 1972 - 二条城障壁画摸写事業に従事（2012年現在に至る）
- 1984 - 第1回横の会展（以後10回展まで）　京都市美術館
- 1990 - 現代日本の屏風絵展　ドイツ・フォルクウントヴィルトシャフト州立美術館
- 1992 - いのち賛歌・日本画100人展　京都大丸百貨店　京都府買上げ
- 1993 - 第10回横の会展　東京・セゾン美術館
- 1994 - 京都画壇日本画秀作展　京都・大丸百貨店
- 1994 - 平安建都1200年記念美術選抜展　京都市美術館
- 1995 - 現代京都の日本画展　京都文化博物館
- 1995 - 個展―風の色―　ニューヨーク
- 1998 - 第1回NEXT展（いく後10回展まで）　京都高島屋
- 2000 - 日本画の伝統と革新展　広島三原市リージョンプラザ
- 2000 - 「オール讀物」表紙絵担当（～2007まで）
- 2001 - 日本経済新聞朝刊小説「平家」挿絵担当（～2003まで）
- 2005 - 富山を描く120景展　富山県立近代美術館
- 2006 - バチカン市国ローマ法王献上姫屏風制作
- 2008 - 個展ー山河行く風ー京都・東京・名古屋・大阪・横浜各高島屋
- 2009 - 第1回京都日本画新展　京都伊勢丹「えき」美術館（〜2012まで）

## 主な受賞
- 1973 - 第17回シェル美術賞展三等賞受賞
- 1974 - 第18展シェル美術賞展佳作
- 1987 - 第9回山種美術館賞展優秀賞受賞
- 1990 - 両洋の眼・現代の絵画展推奨
- 1991 - タカシマヤ文化基金、第1回新鋭作家奨励賞受賞
- 1993 - 京都市芸術新人賞

## 社会活動
- 1989 - 近江八幡市地域文化課の依頼により安土町「匠の里」にて「模写講座」を担当（生涯学習の一環）（2012年現在に至る）
- 2001 - 大津市生涯学習センターに於て成安造形大学芸術文化交流センター主催の「まなびサロン」で模写体験講座を担当（10・11月の期間3回）
- 2011 - 京都・南禅寺大方丈の襖絵80面（狩野永徳 筆）をデジタルプリントで当時の色彩に再現するプロジェクトの監修を行う
- 2023 - KOBE三宮・ひと街創り協議会からの依頼で、首里城を描いた絵を沖縄美ら島財団に寄贈[1]